# Priorato de Saint-Gabriel (Saint-Gabriel-Brécy)
El Priorato de Saint-Gabriel es un antiguo establecimiento monástico que se encuentra en la comuna de Creully-sur-Seulles, entre las ciudades de Caen y Bayeux, en el departamento de Calvados de la región francesa de Normandía.

## Fundación

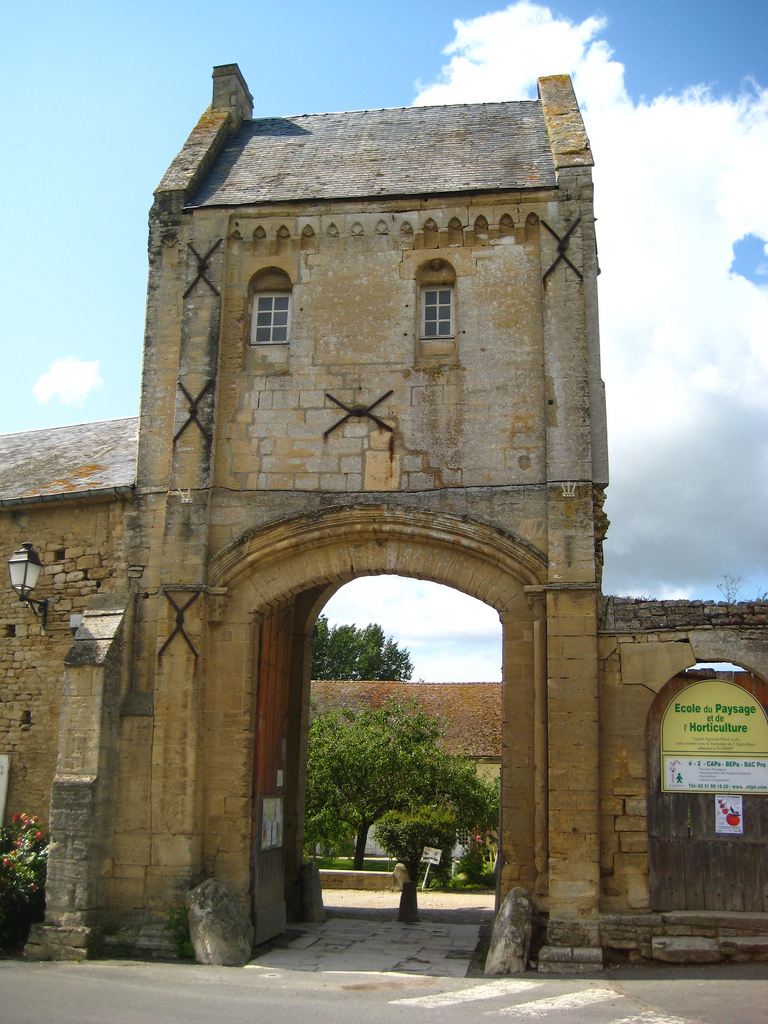
Puerta de acceso al recinto monástico de Saint-Gabriel

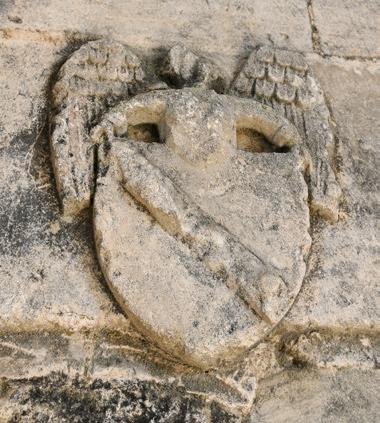
Escudo del priorato de Saint-Gabriel

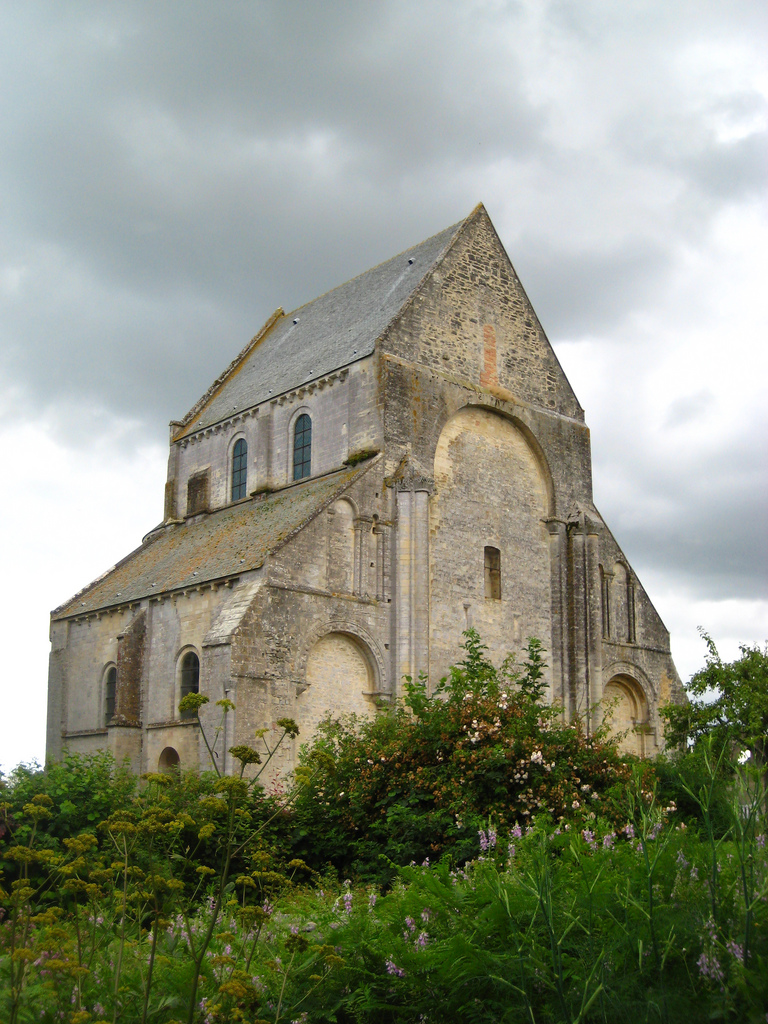
La nave y el transepto de la iglesia del priorato de Saint-Gabriel fueron derribados en el siglo XVIII. Solo se conservan el presbiterio (imagen) y el ábside, del.

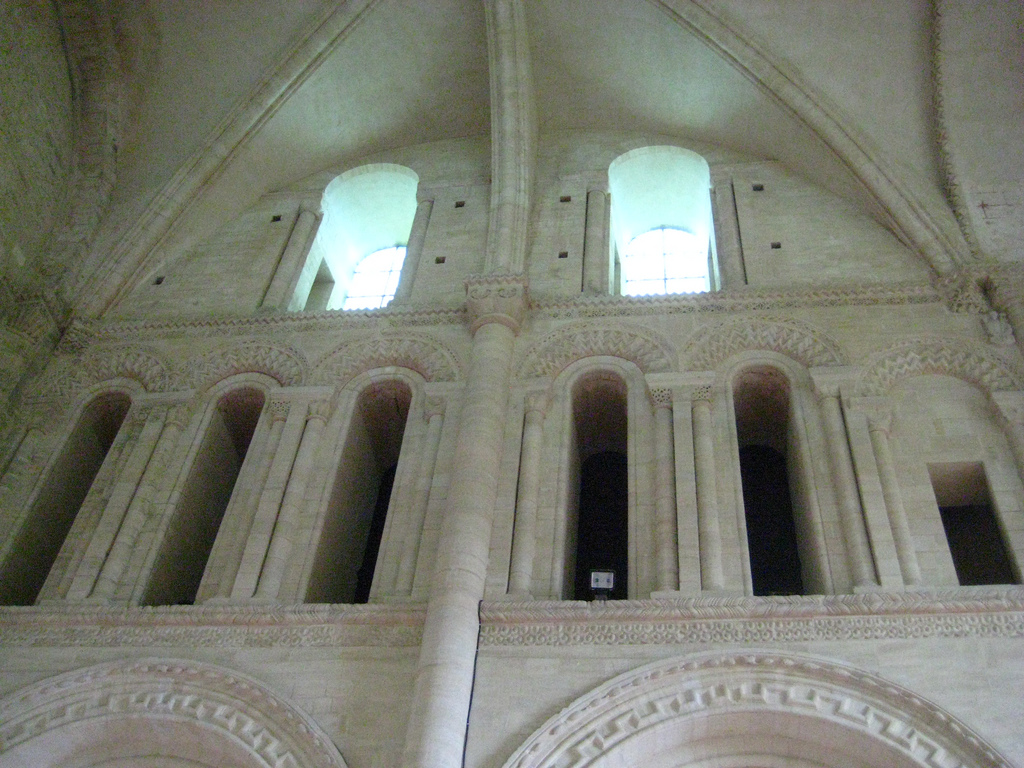
El interior del presbiterio tiene tres niveles de arquerías de estilo románico normando

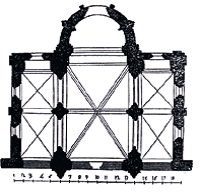
Plano de la parte conservada de la iglesia

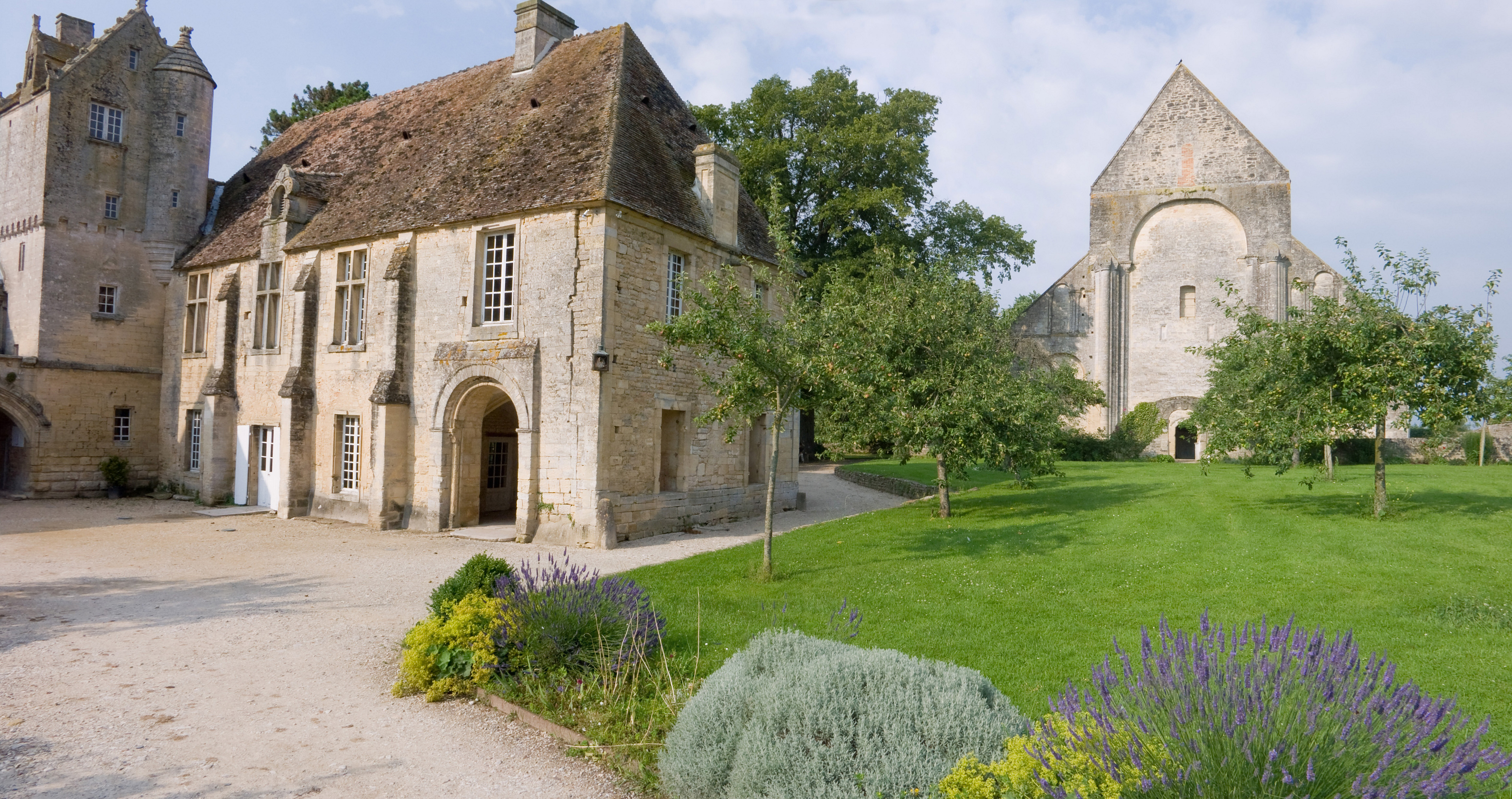
Vista panorámica de los restos de la iglesia y el edificio destinado a refectorio

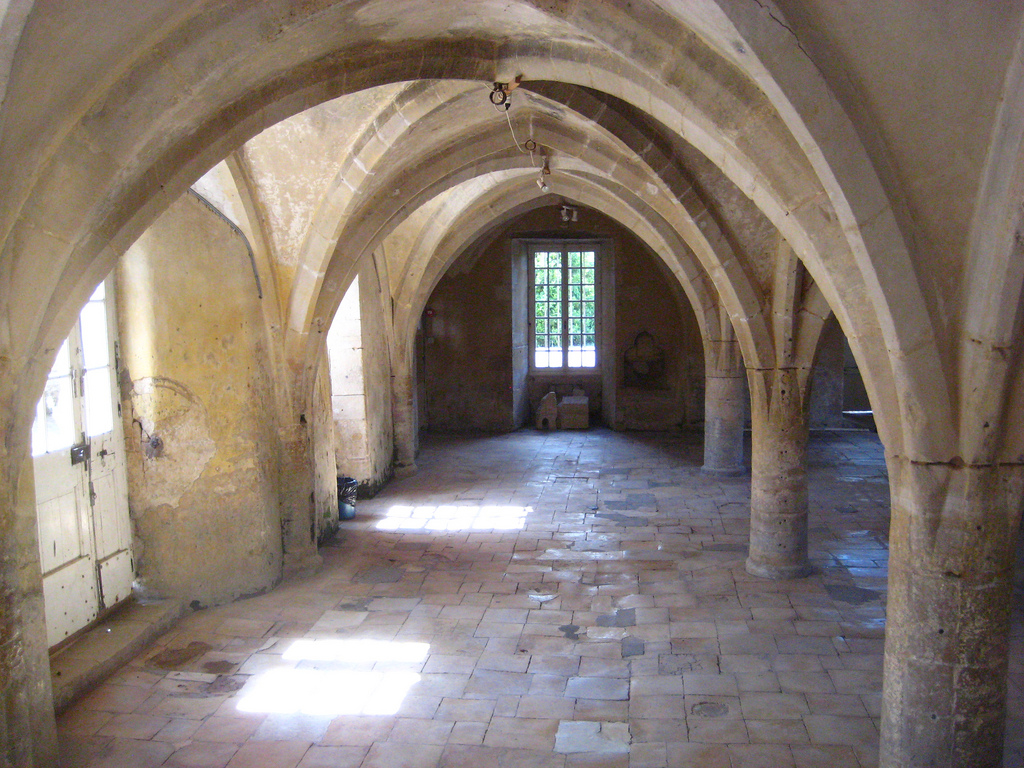
Arquerías del piso inferior del refectorio

En el año 1058 Ricardo, señor de Creully, firmó la carta de fundación del priorato en presencia de Juan de Ravena, abad de Fécamp, y de Guillermo, duque de Normandía y su esposa Matilda. Dependería de la abadía de la Trinidad de Fécamp situada en la costa de Normandía, unos 130 km al nordeste. 
El coste de la fundación fue de 312 libras, dos caballos y 24 ovejas. Esta cantidad permitió la compra de tierras y pastos de 24 parroquias desde las localidades de Ouistream hasta Port-en-Bessin, la adquisición de varios molinos (dos de ellos situados en Saint-Gabriel) y dos piscifactorías, una en Saint-Gabriel y otra en Langrune.
Los primeros monjes llegaron poco después y se asentaron en la orilla derecha del río Seulles. Entre ellos estaba Vitalis de Bernay, hermano de Ricardo de Creully que años después, en 1076, fue abad de Westminster.
La carta de confirmación del priorato es del año 1069 y mediante una nueva carta de 1080, se previó que deviniese una abadía si la comunidad superaba los doce monjes.

## Historia
En 1170 el priorato fue visitado por Thomas Becket, arzobispo de Canterbury.
En 1346 los edificios sufrieron daños importantes como consecuencia de la ocupación del rey Eduardo III de Inglaterra.
La comunidad siguió la regla de San Benito Ora et Labora (reza y trabaja) pero al final de la Edad Media dejaron de vivir en comunidad y lo hacían en viviendas separadas pagando una renta fija al abad de Fécamp y empleando el resto de la renta a su criterio.
Las guerras de religión y el régimen de encomienda dieron lugar a una nueva organización del priorato a partir del año 1674 y hasta la Revolución Francesa: los monjes regresan a la abadía de la Trinidad de Fécamp mientras las tierras se confían a la gestión de un granjero general. La misa se celebraba los domingos por monjes venidos de la abadía de Saint-Vigor, situada en Bayeux.
Durante la Revolución Francesa fue utilizado como granero y después vendido a particulares. 
La iglesia sufrió las consecuencias del abandono. En 1635 hay constancia de su estado de ruina. Las piedras se desmontaban y se empleaban en otras construcciones. El edificio perdió solidez y ante el riesgo de derrumbe en 1749 el obispo de Bayeux autorizó el derribo de la nave y el transepto.
En 1840 el eminente arqueólogo e historiador Arcisse de Caumont consiguió que el Estado francés incluyese los restos de la iglesia en la lista de monumentos históricos de Francia y en el año 1844 el Estado francés devino propietario de la parte de la iglesia que quedaba en pie, el presbiterio. Previamente, el 1841, el consejo local compró la torre.
En marzo de 1914, Monsieur y Madame Emmanuel Fauchier Delavign compraron el priorato y, después de muchos trabajos de reparación, en 1929, abrieron en sus edificios la primera escuela de horticultura privada de Francia. 
Tras la ocupación alemana de Francia durante la Segunda Guerra Mundial, el priorato fue liberado en la noche del 6 de junio de 1944 por soldados del regimiento inglés Tyne-Tees y en los días siguientes dio refugio a los habitantes de Caen durante la Batalla de Caen.
En 2003 se creó la Asociación Cultural del Priorato Saint-Gabriel con el objetivo de promocionar el monumento. El 1 de enero de 2008, el Estado francés cedió la propiedad de la iglesia al departamento de Calvados. La escuela agrícola fue adquirida en agosto de 2018 por el Instituto Lemonnier de Caen.

## Arquitectura
Las grandes dimensiones de los edificios y ruinas que se conservan dan testimonio de la prosperidad del priorato y de la voluntad de los monjes de Fécamp de gestionar un monasterio autónomo.
De la iglesia, acabada hacia el año 1140, solo se conservan el presbiterio y el ábside. 
El presbiterio tiene 14 m de longitud y 9 m de anchura. Su altura es de 14 m. En su interior presenta tres niveles de arquerías semicirculares típicas del estilo románico de Normandía. Las del segundo nivel forman parte de una galería y las del tercer nivel son ventanas. En las paredes se conservan trazas de la decoración pictórica que las cubría, líneas o estrellas. 
La ventana gótica del ábside fue añadida en el siglo XIV. A su izquierda se aprecia una extraña cabeza con tres narices y cuatro ojos rodeada de un elegante friso de hojas y aves. En la bóveda del ábside se conserva un fresco sobre la Anunciación, datado hacia el año 1500. 
Otras partes que se conservan son el antiguo refectorio, que daba acceso al claustro situado en el lado norte de la nave de la iglesia, y la casa capitular. A unos 50 m de la imponente puerta de acceso se encuentra la Torre de la Justicia, construida en el siglo XIV. Y a unos 60 m del ábside se conserva un antiguo estanque en el que los monjes criaban peces para su consumo.

## Lista dePriores
- 1058-1069: Turquetil
- c. 1106: Nicolás
- 1188-1219: Roger
- 1188-1219: Julien (subordinado al abad de Fécamp), Raoul (prior)
- c. 1231: Geoffroy de Caen
- c. 1255: Gervais de Norrey
- 1286-1288: Richard de Plumetot
- c. 1317: Guillaume Champion
- 1331-1346: Geoffroy de La Palue
- c. 1362: Henri Goribout (subprior)
- c. 1370: Pierre de Joinville
- c. 1374: Guillaume de Blangy
- c. 1392: Raoul Flament
- 1423-1424 : Thomas Langlois (prior) y Robert de Franqueville (sub prior)
- 1425-1430 : Philippe de Plumetot
- c. 1430: Robert de Franqueville (subprior)
- 1438-1459: Guillaume Étienne
- c. 1462: Radulphe Coreul
- 1468-1480: Robert Desmarets
- 1483-1489: Pierre Duchâtelet